# Tianjin Chow Tai Fook Binhai Center
 (avril 2025).
Si vous disposez d'ouvrages ou d'articles de référence ou si vous connaissez des sites web de qualité traitant du thème abordé ici, merci de compléter l'article en donnant les références utiles à sa vérifiabilité et en les liant à la section « Notes et références ».
Le Tianjin Chow Tai Fook Binhai Center (chinois : 天津周大福金融中心 ; pinyin : tiānjīn zhōudàfú jīnróng zhōngxīn) est un gratte-ciel situé à Tianjin en Chine. Sa construction a duré de 2013 à 2019. Il culmine à 530 mètres, pour 97 étages. C'est l'un des plus hauts gratte-ciel du monde.
Ses architectes sont l'agence d'architecture américaine SOM spécialisée dans les gratte-ciel et les agences d'architecture chinoises Ronald Lu & Partners et East China Architectural Design & Research Institute.